# Zeca do PT
José Orcírio Miranda dos Santos GOMM (Porto Murtinho, 24 de fevereiro de 1950), mais conhecido como Zeca do PT, é um bancário e político brasileiro, filiado ao Partido dos Trabalhadores (PT). Atualmente é deputado estadual de Mato Grosso do Sul. Foi governador do estado de 1999 a 2007 e deputado federal por dois mandatos. Presidiu o Sindicato dos Bancários de Campo Grande e Região, na época em que trabalhava no Banco do Brasil.[carece de fontes?] É um dos fundadores do PT no estado, integrando o Campo Majoritário.

## Vida pessoal
Descendente de gaúchos, fala fluentemente o guarani. Cursou, sem concluir, as faculdades de economia e direito. É casado e tem três filhas. É primo de Waldemir Moka e tio de Vander Loubet.

## Carreira política
Foi o candidato a vereador de Campo Grande mais votado nas eleições de 1988, porém, não pôde assumir, pois seu partido não atingiu o quociente eleitoral exigido. Em 1990, tornou-se o primeiro deputado estadual a ser eleito pelo PT no estado. Reelegeu-se em 1994. Tentou a prefeitura da capital em 1992, mas não conseguiu chegar ao segundo turno. Contestou, na Justiça, o resultado da eleição de 1996, na qual perdeu, novamente, dessa vez, por apenas 411 votos.
Candidatou-se a governador de Mato Grosso do Sul, nas eleições de 1998, pulando de 2% das intenções de voto, nas pesquisas, para uma vitória de 61% dos votos válidos, no segundo turno. Reelegeu-se em 2002, com 53% dos votos válidos. Em 2005, foi admitido pelo presidente Luiz Inácio Lula da Silva, do mesmo partido, à Ordem do Mérito Militar no grau de Grande-Oficial especial.
Nas eleições de 2014, foi eleito deputado federal, conquistando 160 556 de votos, obtendo o primeiro lugar. Quase o dobro do que os conquistados pelo segundo colocado.
Nas eleições de 2022, foi eleito deputado estadual, recebendo 47.193 votos (3,31%).

## Controvérsias

### Ações judiciais
Foi condenado pelo Tribunal Regional Eleitoral por veicular comercial de televisão, com acusações ao candidato André Puccinelli, pago com o dinheiro público durante a campanha para eleição municipal do ano 2000.
O Ministério Publico de Mato Grosso do Sul acusa Zeca do PT de utilizar órgãos públicos para tirar vantagem em benefício próprio. O PT é acusado de usar a gráfica do governo do Estado para confeccionar material publicitário, de 1999 a 2001, no primeiro mandato do governador. Foi acusado novamente pelo MP-MS de desviar parte dos R$ 57 milhões destinados ao gasto com publicidade do governo, entre 2005 e 2006.
No total, segundo o Ministério Público, aproximadamente R$ 180 milhões saíram ilegalmente das verbas destinadas à publicidade oficial do Governo do Estado, durante a gestão Zeca do PT. Despesas superfaturadas com agências de publicidades e gráficas são as mais constantes nas denúncias, informando inclusive registros fictícios de credores e empresas fantasmas.
Em 2003, quando ainda era governador do estado, foi firmado contrato pelo qual sua família recebeu do Governo Estadual a concessão de um terminal portuário na cidade de Porto Murtinho. O Ministério Público Estadual acusa dois irmãos, um sobrinho (o deputado federal Vander Loubet) e uma cunhada do governador de enriquecimento ilícito devido à "obtenção do monopólio portuário de Porto Murtinho". A família do governador abriu 12 empresas para atuar na exploração de portos no estado. A ação civil pública proposta em 2006 pelo MP-MS foi aceita pela justiça em agosto de 2008.
As contas do estado de Mato Grosso do Sul foram bloqueadas no início de 2007 devido ao pagamento, nos últimos três dias do mandato de Zeca do PT, de R$ 116 milhões, à empreiteiras e prestadoras de serviços ao Estado. Devido à falta de dinheiro em caixa, surgiram dificuldades para o pagamento dos juros da dívida do Governo Estadual com o Governo Federal e para o pagamento dos salários dos servidores referentes a dezembro de 2006, já no governo de André Puccinelli
O Ministério Público Estadual acusa Zeca do PT de ter pago "mensalinho" a 33 pessoas, incluindo dirigentes locais do PT, parentes e jornalistas que dessem cobertura favorável ao seu governo. O desvio foi de pelo menos R$ 30 milhões dos cofres públicos. As acusações do MP-MS contra Zeca do PT são: Improbidade administrativa, peculato e uso de documentos falsos.
Em votação secreta a 11 dias do final de seu mandato, na última sessão do ano de 2006, a Assembleia Legislativa de Mato Grosso do Sul aprovou uma emenda constitucional de iniciativa do ex-governador Zeca do PT, que dava o direito aos ex-governadores de Mato Grosso do Sul a receber pensão vitalícia de R$ 22,1 mil por mês. No dia 30 de janeiro de 2007 a OAB entrou com uma ação direta de inconstitucionalidade no Supremo Tribunal Federal, para suspender o pagamento da aposentadoria alegando se tratar de "retribuição pecuniária a título gratuito, como se fosse uma espécie de aposentadoria de graça". No dia 12 de setembro de 2007 o STF cassou a aposentadoria vitálicia de Zeca do PT, por 10 votos a 1.
No final de 2007, foi apreendido um livro-caixa na investigação do suposto caixa dois de Zeca do PT, no qual haveria indícios de pagamentos ao senador Delcídio Amaral e ao deputado federal Antônio Carlos Biffi. Delcídio e Biffi afirmam na Justiça que o livro do suposto caixa dois é uma espécie de dossiê falso, montado pelo próprio governo de Zeca do PT, para incriminá-los.
Em abril de 2008 o Tribunal de Justiça de Mato Grosso do Sul anulou duas ações do Ministério Público Estadual por 3 votos a 2. Os desembargadores justificaram a anulação alegando que a produção de provas no processo deveria ter sido feita pela Polícia Civil e não pela Promotoria do Ministério Público.
No início de 2009 o TJ-MS negou pedido feito por Zeca do PT de agravo de instrumento na ação movida pelo Ministério Público Estadual. Segundo o TJ os "atos de improbidade denunciados pelo Ministério Público Estadual se caracterizam pelo enriquecimento ilícito, por atentar contra os princípios da administração pública e contra o erário". Zeca do PT entrou com ação contra o estado pedindo indenização de R$500 mil. Alega ter sofrido danos morais por conta das 19 ações civis e criminais movidas contra ele pelo MP-MS.
Em Junho de 2009, Zeca do PT afirmou que usou parte do meio milhão de reais ganhos em processo indenizatório contra o jornal Correio do Estado na compra de 345 hectares.  O ex-governador afirmou que ganhou R$ 300 mil do jornal Folha de S.Paulo (que o acusou de contrabando) e aguarda pelo recebimento do dinheiro.
Em maio de 2010 o Superior Tribunal de Justiça negou recurso de Zeca do PT no qual pedia a suspensão do processo de improbidade administrativa, referente aos fatos ligados à "farra da publicidade". Na defesa da continuidade da ação civil pública, o ministro Mauro Campbell Marques do STJ alegou que a ação “foi clara ao indicar a presença de indícios veementes de cometimento de improbidade administrativa".

### Investigações
Zeca do PT foi mencionado na Operação Uragano, da Polícia Federal, como tendo favorecido a empreiteira do empresário Edson Freitas durante seu governo (1999 a 2006). A afirmação foi feita pelo deputado Ary Rigo, numa gravação com câmera oculta.

### Posição sobre as 10 medidas contra a corrupção
Durante a votação no congresso, foi majoritariamente contra as 10 Medidas contra corrupção. Foi a favor do destaque que faz com que magistrados e integrantes do Ministério Público respondam por crime de abuso de autoridade quando atuarem com conduta incompatível com o cargo. Este destaque, o mais polêmico de todas as mudanças no projeto de lei, foi considerado por alguns uma tentativa de intimidar a Operação Lava Jato, também foi criticado pela presidente do STF, Carmen Lúcia, como uma tentativa de calar a Justiça.
Votou contra todas as medidas propostas no projeto de lei original: pela retirada do "reportante do bem" do projeto, um programa que previa retribuir denunciantes de acordo com os valores recuperados; contra o teste de integridade, em que seriam feitas simulações durante o trabalho em que uma questão ética seja abordada, sem o conhecimento do funcionário; esta medida foi retirada. pela retirada de todas as regras sobre a extinção de domínio de bens e propriedades do réu quando sejam provenientes de atividade ilícita ou usados com esse propósito; pela retirada do trecho que condicionava a progressão do regime de cumprimento de pena ao ressarcimento de danos causados por crime contra a administração pública; pela supressão de pontos relacionados à mudanças nas regras de prescrição dos crimes, como a sua contagem a partir do oferecimento da denúncia e, não do seu recebimento e a prescrição retroativa; tipificação do crime de enriquecimento ilícito de funcionários públicos e a previsão de confisco dos bens relacionados ao crime; contra suprimir a defesa prévia nas ações de atos de improbidade; contra multar partidos políticos responsabilizados por atos ilícitos; acordos penais entre defesa e acusação;
acordos de leniência poderem ser celebrados pelo Ministério Público; contra a ampliação da responsabilização pessoal civil e criminal dos dirigentes partidários